# Rue Philippe-de-Girard
Rue Philippe-de-Girard je ulice v Paříži. Prochází 10. a 18. obvodem.

## Poloha
Ulice začíná v 10. obvodu u křižovatky s Rue La Fayette na Place Dulcie-September. Od křižovatky s Boulevardem de la Chapelle pokračuje severním směrem v 18. obvodu, kde končí na křižovatce s Rue Riquet a Rue Marx-Dormoy na Place Paul-Éluard.

## Pojmenování
Ulice nese jméno francouzského technika Philippa Henriho de Girarda (1775-1845), vynálezce stroje na předení příze.

## Historie
Trasa, která odpovídá současné Rue Philippe-de-Girard, je stará římská silnice. Ve 14. století se nazývala Chemin des Potences. Ulice se nachází na mapě z roku 1730, kde její severní část patří do bývalé obce La Chapelle a nese název Rue de Chabrol. Jižní pařížská část se nazývá Rue de la Chapelle. V roce 1863 byla Rue de Chabrol oficiálně připojena k pařížské ulici. V roce 1865 se obě ulice spojily a vytvořily Rue Philippe-de-Girard.

## Významné stavby
- dům č. 12: hasičská zbrojnice z let 1876–1879 na rohu ulic Rue Philippe-de-Girard, Rue du Château-Landon a Rue Louis-Blanc.